# Augustine Kpehe Ngafuan
Augustine Kpehe Ngafuan, né le 7 avril 1970, est l'actuel ministre des Finances et de la Planification du développement du Liberia. Il a précédemment servi de 2012 à 2015 comme ministre des Affaires étrangères du Liberia, dans l'administration de la présidente Ellen Johnson-Sirleaf. Ngafuan était ministre des Finances du Liberia (en) pendant le premier mandat de Johnson-Sirleaf, puis a été nommé au poste au ministère des Affaires étrangères le 17 janvier 2012. Il a pris ses fonctions le 10 février 2012, succédant à Toga McIntosh.
En octobre 2015, Ngafuan a démissionné de son poste de ministre des Affaires étrangères. Il prévoyait de se présenter à l'élection présidentielle de 2017 et a été contraint de démissionner de son poste pour se conformer au Code de conduite national. En avril 2016, Ngafuan a démissionné du Parti de l'unité (UP). Le 22 octobre 2016, Ngafuan et ses partisans ont rejoint le Parti de la victoire pour le changement (en) (VCP). En novembre, des rumeurs circulaient selon lesquelles le porte-étendard du VCP, Marcus Jones, avait vendu le billet du VCP à Ngafuan. Jones et Ngafuan ont tous deux nié cette accusation. Jones a également déclaré que Ngafuan n'était pas qualifié, en vertu de la constitution du VCP, pour se présenter à un poste quelconque au sein du parti, car il avait rejoint le parti trop récemment. Le président du VCP, Emmanuel Tulay, a déclaré plus tard qu'il n'existait aucune qualification de ce type pour les candidats dans la constitution du VCP. En mai 2017, Ngafuan avait déclaré qu'il ne briguait plus la présidence, ne voulant pas se présenter contre le candidat de l'UP, le vice-président Joseph Boakai. Il a donné son soutien à Boakai. En août 2017, Ngafuan avait rejoint l'UP. En 2025, il a promu un projet d’ infrastructure publique numérique (en) au Libéria, financé par la Banque mondiale.